# Ганиева, Алиса Аркадьевна
Али́са Арка́дьевна Гани́ева (род. 23 сентября 1985, Москва) — российская писательница, литературный критик, публицист, редактор.

## Биография
По национальности аварка. До 17 лет жила в Дагестане, затем с 2002 года — в Москве. Окончила отделение литературной критики при Литературном институте имени А. М. Горького. Работает редактором в приложении к «Независимой газете» «НГ-ExLibris» и телеведущей на канале «Совершенно секретно». С 2015 по 2018 годы входила в экспертный совет театра на Таганке. Дебютировала в 2004 году в журнале «Московский вестник» со статьёй о писателях-постмодернистах. Печаталась в качестве критика в «толстых» журналах и была отмечена за них рядом премий. В 2010 году выпустила сборник статей о российской литературе начала XXI века.
В 2009 году молодые критики Алиса Ганиева, Елена Погорелая и Валерия Пустовая объединились в так называемую «литературно-критическую группу» «ПоПуГан» и выпустили ряд видеороликов для популяризации современной литературы.
В том же 2009 году Алиса Ганиева стала героиней громкой литературной мистификации, получив премию «Дебют» для молодых писателей за повесть «Салам тебе, Далгат!» под мужским псевдонимом «Гулла Хирачев».
Автор сборника «Салам тебе, Далгат!» и двух романов. Первый, «Праздничная гора» (2013), попал в шорт-лист премии «Ясная Поляна». Второй, «Жених и невеста» (2015) — в финал премии за лучший роман года «Русский Букер» и премии «Студенческий Букер» В результате роман удостоился второго приза «Русского Букера» — гранта на перевод и последующее издание в Великобритании, которым, впрочем, воспользоваться не удалось.
Несмотря на хвалебные отзывы в печати, писатель также стала мишенью нападок со стороны земляков-дагестанцев, исламских фундаменталистов и т. д., главным образом за свой антиклерикализм.
Как прозаик печаталась в журналах «Сноб», «Октябрь», «Conde Nast Traveller», «Вокруг света» и т. д.
В 2014 году снялась в интеллектуальном реалии-шоу телеканала «Культура» «Полиглот. Хинди с нуля за 16 часов».
В июне 2015 года газета «The Guardian» включила Ганиеву в список 30 самых влиятельных москвичей младше 30 лет.
В 2018-м вышел вызвавший растерянность и споры у критиков роман «Оскорблённые чувства», в котором Ганиева оставляет свое «дагестанское поле», обращаясь к псевдотективу по самым гиперактуальным темам России с её ворующим чиновничеством, абсурдным законодательством и усиливающимися политическими репрессиями. Как объясняет сама автор: «Раньше я работала на контрасте нейтрального авторского языка и колоритных диалогов на „дагестанском русском“, встречались пассажи, стилизованные под отрывки из газет, фрагменты фольклорного повествования, кондового соцреалистического романа и даже графоманские стихи, написанные одним из моих персонажей (онегинской строфой!) Новый роман в языковом смысле монолитен и в то же время он импрессионистичнее, что ли. Впрочем, и здесь я обращаюсь к редким русским диалектизмам, страшно взволновавшим мою южнокорейскую переводчицу — она решила, что это какие-то ужасные ругательства».
С 30 мая 2019 по июль 2021-го вела авторскую программу «Страсти» на радио «Эхо Москвы», совместно сначала с Сергеем Шаргуновым, а потом с Максимом Курниковым, в каждом выпуске обсуждалось, как работает в литературе и реальности какой-либо «бродячий сюжет», всего вышло более 70 выпусков.
В 2017 году Алиса Ганиева стала почетным гостем Форума Бориса Немцова в Берлине В том же году она вместе с группой других литераторов вышла из «Русского ПЕН-центра», объявив эту организацию прорежимной и конформистской, и стала членом новой правозащитной писательской организации ПЭН-Москва, а также Ассоциации «Свободное слово» (в 2018—2021 годах входила в состав её Совета).
Много лет активно занималась гражданским активизмом, в частности, стала организатором ряда публичных акций в защиту голодающего политзаключенного-украинца Олега Сенцова, помогала попавшим в заключение в России украинским морякам, входила в инициативную группу ежедневных пикетов и петиций за обмен заключенными между Россией и Украиной. Неоднократно участвовала в кампаниях за свободу российских политзаключенных разных национальностей, от крымских татар до ингушей, активно включилась в общественную поддержку историку Юрию Дмитриеву. Вместе с журналистом и фотографом Викторией Ивлевой переработала стенограмму судебного заседания по делу политического активиста Константина Котова в документальную пьесу «Процесс. Дело Константина Котова», читка которой прошла в Театре.doc в феврале 2020 года (Ганиева играла адвоката Котова Марию Эйсмонт, Ивлева — судью)
В марте 2022 года подписала открытое письмо, осуждающее российское вторжение на Украину.
Романы Алисы Ганиевой переведены на более десяти иностранных языков. Двухсерийная радиоадаптация романа «Жених и невеста» (Bride and Groom в переводе Caroll Apollonio) дважды — в феврале 2018 года и в феврале 2022 года — транслировалась по британскому радио BBC4 В 2018-м году роман (в английском переводе) неоднократно попадал в списки лучших книг года по версии уважаемых мировых изданий, таких как американский журнал World Literature Today, канадская газета The Globe and Mail, гонконгский журнал Asian Review of Books, а также в лонг-лист главной премии США за переводные книги Best Translated Book Awards.
В 2019 году впервые выступила как автор биографической прозы, опубликовав в серии «Жизнь замечательных людей» книгу о Лиле Брик. В прессе появились многочисленные положительные отзывы: «Биографическая книга Алисы Ганиевой „Ее Лиличество Брик на фоне Люциферова века“ оказалась энергичной, свободной от предрассудков и шокирующе откровенной — под стать ее героине» «Прочитал на одном дыхании. Восхитился. Испугался. Удивился.» Однако были и те, кому книга показалась слишком "жёлтой, «компиляцией уже известных фактов»
В июле 2020 года британская газета The Guardian включила роман Ганиевой «Праздничная гора» в свой список «десяти лучших романов, действие в которых происходит в России».
Активно выступает в мировой прессе: Frankfurter Allgemeine Zeitung, The New York Times, Die Welt и других
В октябре 2021 года вышла замуж за активиста в области языков российских меньшинств Артёма Малых.

## Премии
- Лауреат Горьковской премии журнала «Литературная учёба» (2009)[48].
- Лауреат премии журнала «Октябрь» (2009)[49].
- Лауреат молодёжной премии «Дебют» под мужским псевдонимом Гулла Хирачев (2009).[50]
- Лауреат молодёжной премии «Триумф» (2010).[51]
- Финалист Литературной премии имени Ю. Казакова за лучший рассказ года (2010)[52]
- Финалист Литературной премии им. И. П. Белкина за лучшую повесть года (2010).[53]
- Финалист Литературной премии «Ясная Поляна» (2013)[54].
- Полуфиналист Литературной премии «Национальный бестселлер» (2012)[55].
- Полуфиналист Литературной премии «Большая книга» (2013, 2015).
- Полуфиналист Литературной премии «НОС» (2013)[56].
- Полуфиналист Литературной премии «Русский Букер» (2013).
- Финалист Литературной премии «Русский Букер» (2015)[57].
- Финалист Литературной премии «Студенческий Букер» (2015)[14].

## Статьи
- И скучно, и грустно. Мотивы изгойства и отчуждения в современной прозе // Новый мир. — 2007. — № 3.
- Мятеж и посох. // Новый мир. — 2008. — № 11.[58]
- Полёт археоптерикса. О мотивах современной российской прозы // Литературная учёба. — 2009. — № 2. Архивировано из оригинала 20 июня 2011 года.
- Мифы-фантомы и рыночная оккупация. Герман Садулаев // Вопросы литературы. — 2009. — № 3. Архивировано 9 февраля 2013 года.
- Вчера не догонишь — от завтра не уйдешь // Знамя. — 2009. — № 10.
- Встряхнуть перед потреблением // Октябрь. — 2009. — № 11.
- Хрестоматийный глянец // Октябрь. — 2010. — № 8.

## Интервью
- Интервью с Алисой Ганиевой для издания "Русско-Немецкий Курьер". 10.02.2028
- Алиса Ганиева и Лев Шлосберг: «Страсти по культуре» / Люди мира // ГражданинЪ TV. 13 марта 2024.